# Камуччини, Винченцо
Винче́нцо Камуччи́ни (итал. Vincenzo Camuccini; 22 февраля 1771, Рим — 2 сентября 1844, там же) — итальянский живописец и график академического направления периода неоклассицизма.

## Биография
Камуччини родился в Риме в 1771 году, в семье торговца углем из Лигурии (северная Италия). Материально поддерживаемый своим старшим братом Пьетро, реставратором картин, он начал обучение живописи в мастерской Доменико Корви. Свою первую живописную работу «Жертвоприношение Ноя» он выполнил в 14 лет. В мастерской Корви, члена Академии Святого Луки царила атмосфера преклонения перед авторитетами Рафаэля, Антона Рафаэля Менгса, Помпео Батони и эстетики Иоганна Иоахима Винкельмана.
В 1798 году из-за политических событий: вторжения французских войск и провозглашения Римской республики под протекторатом революционной Франции, художник покинул Рим и уехал на время во Флоренцию. По возвращении в Вечный город Камуччини в 1802 году был принят в члены Академии Святого Луки, и уже в 1806 году, несмотря на молодой возраст, стал её «принцепсом» (Principe).
В 1803 году папа Пий VII назначил Камуччини директором мозаичной мастерской при соборе Святого Петра. Камуччини писал парадные портреты знатных лиц и картины на угодные им исторические сюжеты, он был обласкан властью. На художника обрушились почести и награды. В 1810 году он посетил Мюнхен и Париж. В 1814 году папа назначил Камуччини «инспектором по консервации общественных картин в Риме» (ispettore alla conservazione delle pubbliche pitture in Roma), и эту должность он занимал с «похвальной серьезностью» до 1824 года. Вместе со своими сверстниками Л. Чиконьяра, Л. Сабателли и П. Бенвенути основал частную школу рисования обнажённой натуры.
Многие годы Винченцо Камуччини посвятил копированию картин мастеров римской и болонской школ живописи, писал алтарные образы для римских церквей. Камуччини позировал для своего официального портрета Король Обеих Сицилий Фердинанд I (1818—1819). Франциск I Неаполитанский, взошедший на престол в 1825 году, назначил Винченцо Камуччини президентом «Аркадской академии» (Academia degli Arcadi) и поручил ему перестроить Неаполитанскую галерею.
Камуччини — автор известного портрета скульптора Бертеля Торвальдсена. Папа Пий VIII, как только был избран в 1829 году, захотел получить портрет от Камуччини, которого он назначил бароном; а в следующем году доверил ему реорганизацию Ватиканской пинакотеки. Камуччини сотрудничал с гравёром Томмазо Пироли.
Винченцо Камуччини умер в Риме 2 сентября 1844 года. Его сын Джованни Баттиста продал герцогу Нортумберлендскому коллекцию картин, собранную Камуччини и на вырученные от продажи деньги приобрёл в 1855 году замок в Канталупо-ин-Сабина (Лацио). В замке до настоящего времени хранятся, помимо произведений самого Винченцо Камуччини, некоторые картины из его коллекции, автографы, археологические находки, собрание дорогого оружия.

## Галерея

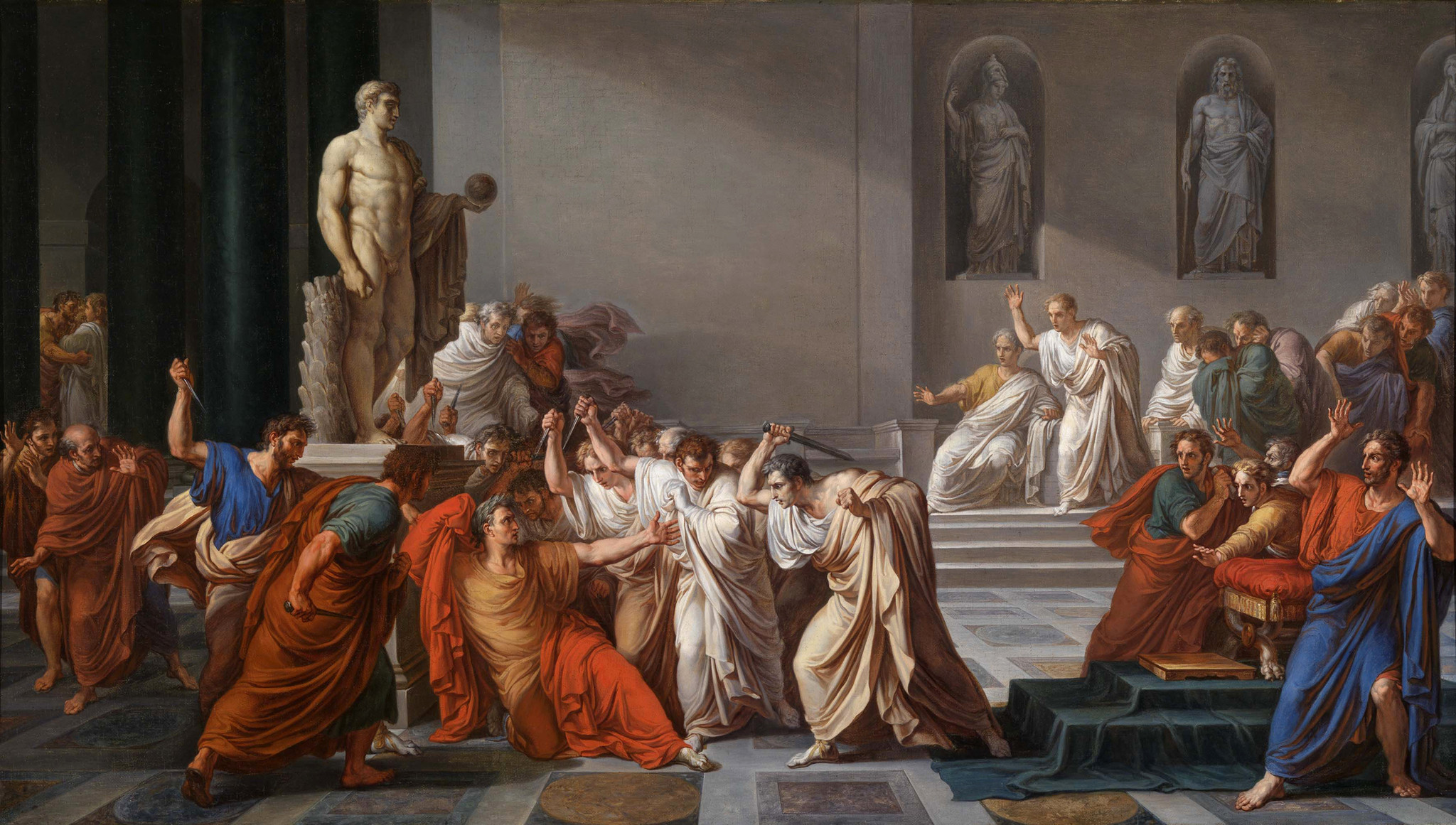
Смерть Юлия Цезаря. 1804—1805. Национальная галерея современного искусства (Рим)
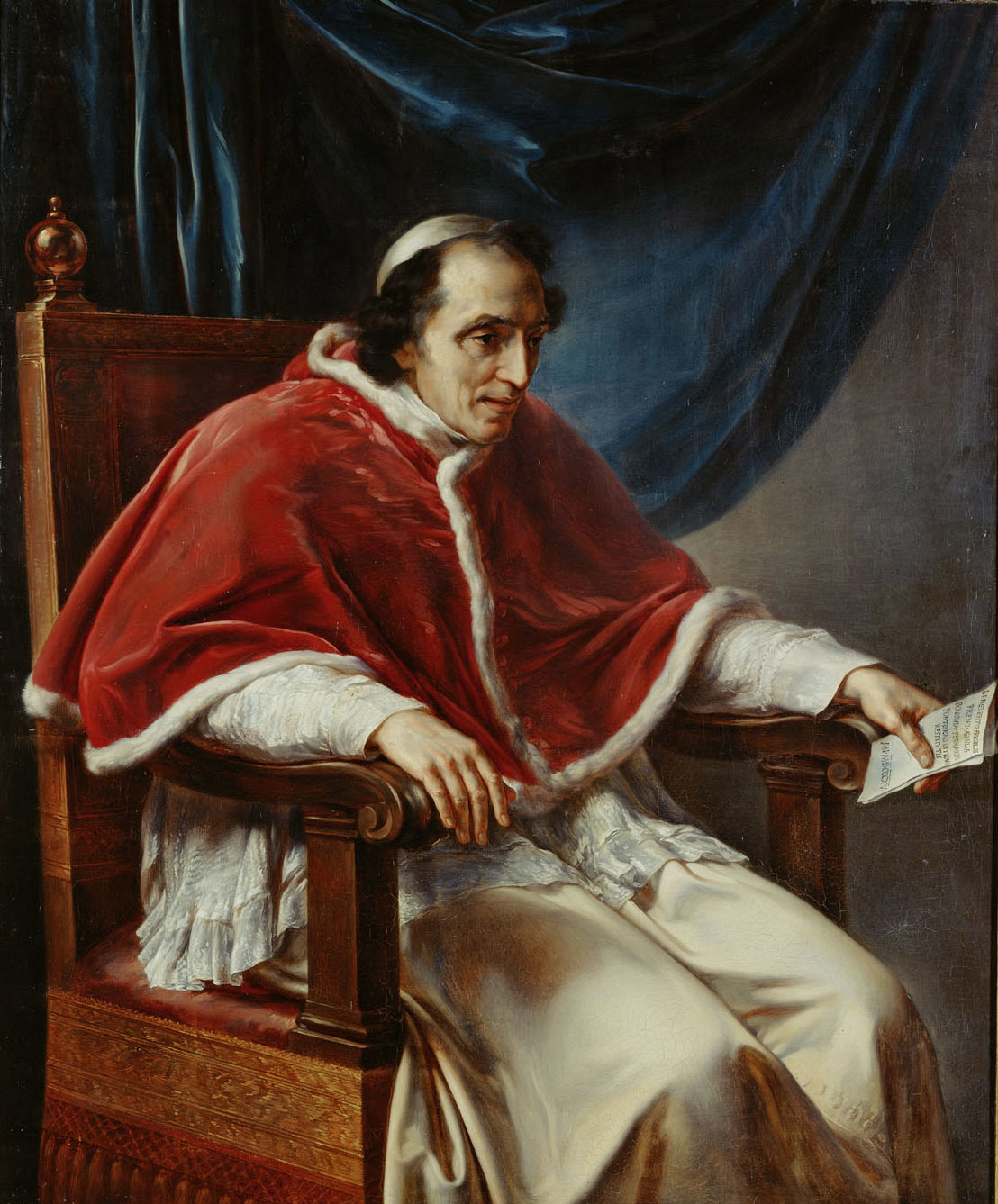
Портрет Папы Пия VII. 1815. Музей истории искусств, Вена
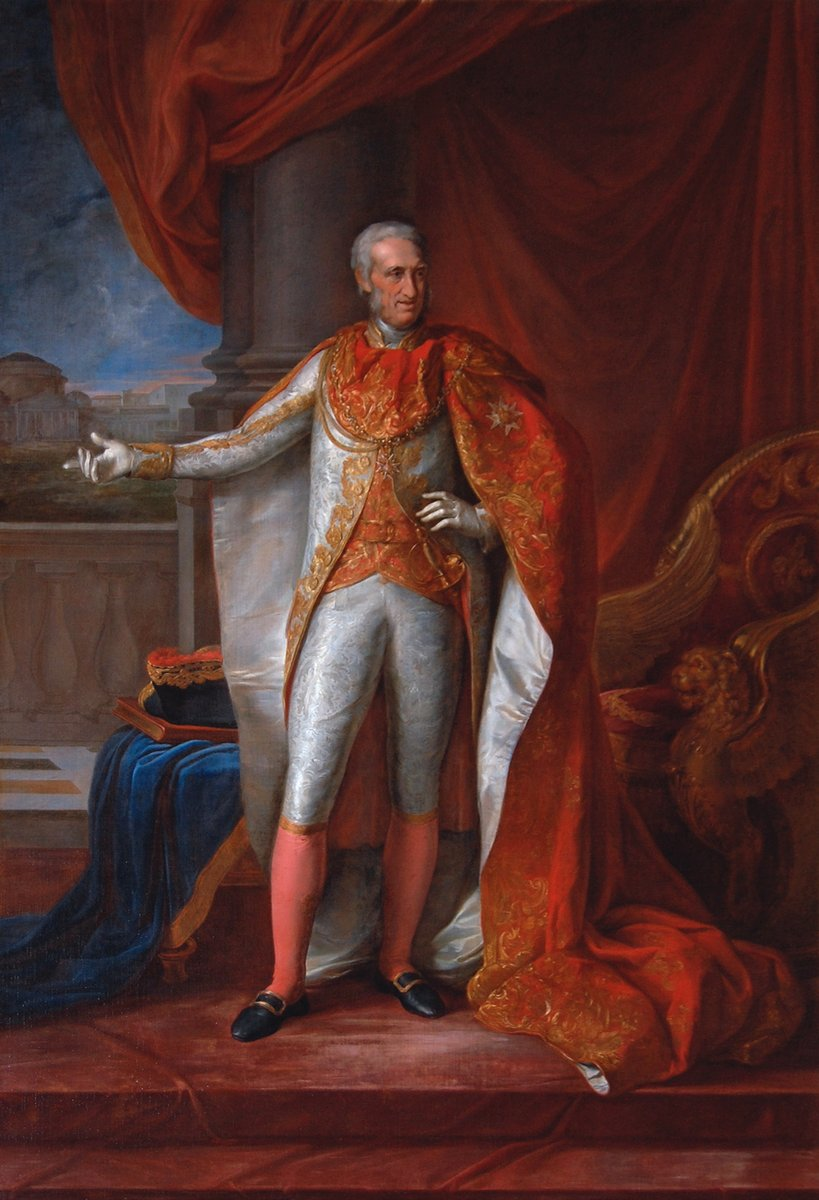
Портрет Фердинанда I, короля Обеих Сицилий в костюме кавалера Ордена Святого Януария. 1818—1819. Королевский дворец в Неаполе
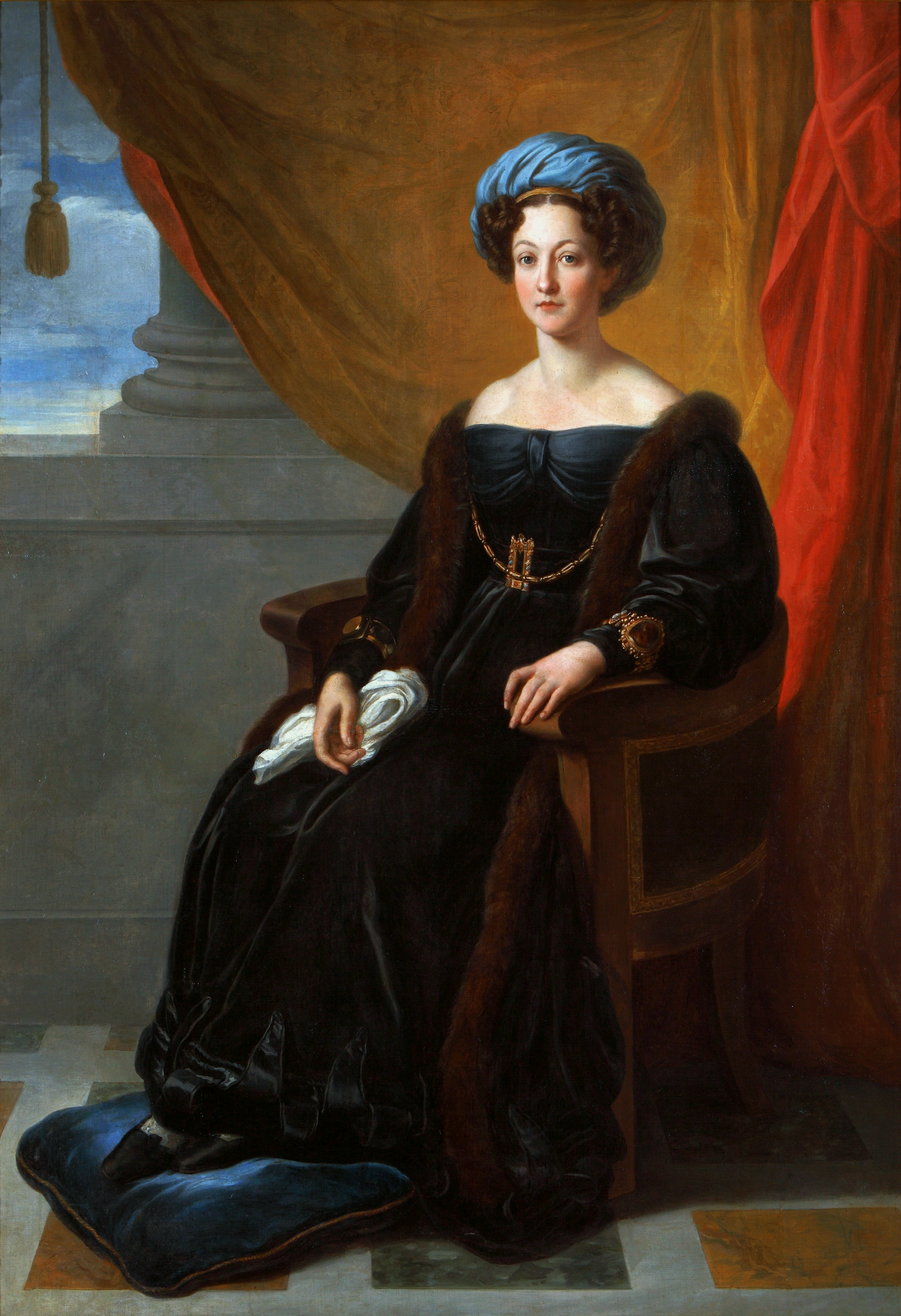
Портрет Клементины Островской. 1822. Тарнув, Музей